# بدری اسدی
بدری اسدی (زادۀ ۱۲ آبان ۱۳۴۵ در قائمشهر استان مازندران) ، تکواندوکار ایرانی است . او عضو تیم ملی تکواندو ایران می باشد . 
در اولین حضور تیم بانوان به مسابقات جهانی ۲۰۰۸ ترکیه ، بدری اسدی اولین مدال نقره انفرادی بانوان جهان در ایران را بدست آورد  و هم چنین نائب قهرمانی جهان در مسابقات جهانی ۲۰۰۹ مصر را کسب کرد .
بدری اسدی در مسابقات جهانی ازبکستان
سال ۲۰۱۰ توانست مدال طلای این مسابقات را از آن خود کند .  
بدری اسدی داور بین‌المللی و یکی از بهترین داوران کشور ایران در عرصه های بین‌المللی است . او در سمینارهای داوری بین‌المللی در تمامی کشورها حضور فعال دارد و توانسته سطح فنی خود را ارتقا بخشد . او به عنوان نخستین و تنها داور زن ایرانی از طرف فدراسیون جهانی تکواندو به عنوان داور در مسابقات قهرمانی المپیک دانشجویان جهان ۲۰۱۹ در ناپل ایتالیا مربوط به بازی های یونیورسیاد به قضاوت پرداخت . 
بدری اسدی تنها زن دعوت شده از طرف فدراسیون جهانی تکواندو در کمپ المپیک ۲۰۲۰ در شهر ووشی چین می باشد . 
مستندی از بدری اسدی در صدا و سیمای جمهوری اسلامی ایران در سال ۱۳۹۷ به کارگردانی وحید کاظمی از شبکه مستند سیما پخش شد . مجموعه مستند از جنس بلور ۱۳ زن ایرانی را که به عنوان همسر، مادر و فعال اجتماعی موفق بوده اند، معرفی می کند.

## زندگی
بدری اسدی ۱۲ آبان ۱۳۴۵ چشم به جهان گشود . او فرزند دوم خانواده از شهرستان شاهی استان مازندران است که این شهر بعدها نامش به قائمشهر تغییر یافت .
دوره ابتدایی را در دبستان مهر در نظام شاهنشاهی سپری کرد . کودک خردسالی بود که با هیاهوی انقلاب مواجه شد. دوران نوجوانی و جوانی خود را با تجربه های تلخی از جنگ بین ایران و عراق سپری کرد . او در سال ۱۳۵۹ ازدواج کرد و صاحب دو فرزند است . 
بعد از پایان جنگ بین ایران و عراق در سال ۱۳۶۸ به ورزش کاراته سبک کیوکوشین روی آورد و از سال ۱۳۷۲وارد ورزش تکواندو شد . در پی آن به دنبال مربیگری و داوری های ملی اولین فعالیت رسمی خود را در باشگاه مهر وابسته به شهرداری منطقه ۱۳ تهران آغاز کرد. 
زمانیکه ورزش تکواندو در بخش بانوان از مرز ایران گذشت بدری اسدی سخت کوش و کمال گرا در مهر ماه سال۱۳۸۵ به عضویت تیم ملی تکواندو زنان ایران دعوت شد، پس از دوسال اردوها و رقابت های بدون اعزام ، سرانجام اولین حضور تیم بانوان به مسابقات جهانی ۲۰۰۸ترکیه (سال ۱۳۸۷) به وقوع پیوست و کسب اولین مدال نقره انفرادی بانوان ایران، در مسابقات جهانی تکواندو، گردن آویز این قهرمان شد . 
پس از ده سال عضویت تیم ملی و کسب عنوان های مختلف قهرمانی ، امروز یکی از بهترین داوران کشور در عرصه های بین‌المللی و از مربیان به نام کشور است. 
او هم چنین سرمایه گذار و مدیرعامل تیم پر آوازه معراج با حضور پررنگ در رویدادهای برون مرزی، لیگ برتر و لیگ دسته یک توانمندی خود را به نمایش گذاشته است .
بدری اسدی مدرس رسمی کمیته آموزش فدراسیون در عرصه داوری و مربیگری است . هم چنین در دانشگاه تکواندو جمهوری اسلامی که دومین دانشگاه تکواندو جهان است ، مشغول تدریس و انتقال تجربیات خود می باشد .

## مربیگری

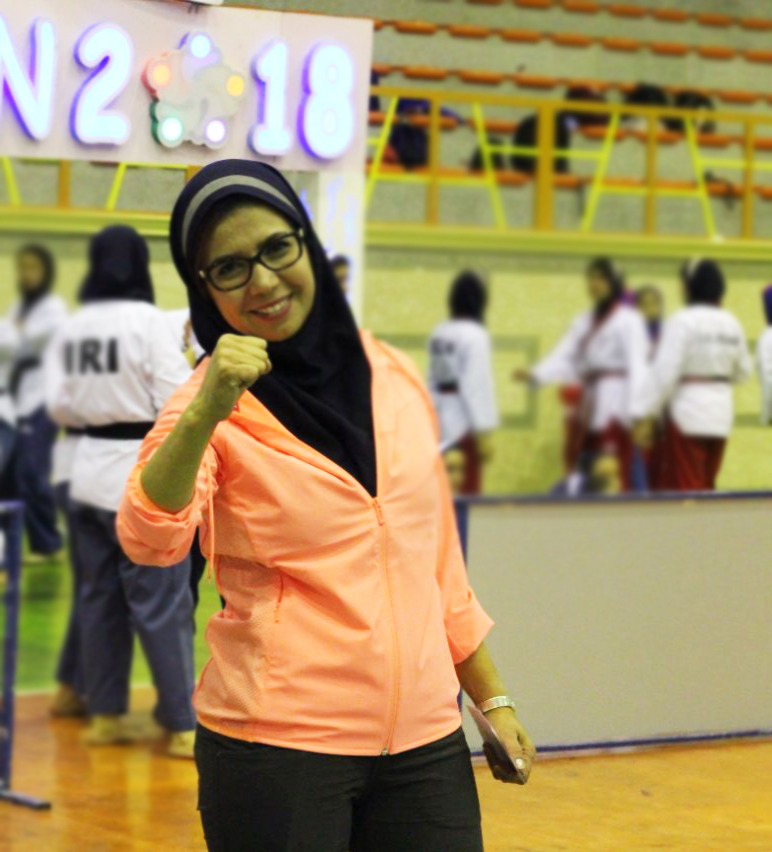

بدری اسدی در سال ۲۰۲۲ سرمربی تیم ملی تکواندو بانوان ایران در مسابقات پومسه قهرمانی جهان در کره جنوبی شهرگویانگ بود که با حضور پنج ورزشکار خانم در این رقابت ها موفق به کسب پنج مدال شدند ، شامل سه مدال نقره و دو برنز.
او سر مربی تیم ملی ناشنوایان در سال ۲۰۱۶ برای مسابقات جهانی تکواندو و هم چنین در سال ۲۰۱۷ سرمربی مسابقات المپیک ناشنوایان جهان را بر عهده داشت .
دستیار استاد کانگ در اولین مسابقات قهرمانی پومسه آسیا ۲۰۱۰ ازبکستان
سرمربی تیم دانشگاه علمی کاربردی تکواندو 
بیش از یک دهه سرمربی تیم پایتخت تهران بزرگ
مدیر عامل و سرمربی تیم معراج که توانسته است قهرمانان مدال آور زیادی را راهی جامعه ی قهرمانی و ملی پوشان ایران نماید . 
او هم چنین در سال ۱۳۹۷ به عنوان برترین مربی انتخاب شد .

### افتخارات
- مربی درجه دو بین‌المللی
- سرمربی تیم ملی بانوان ایران در مسابقات پومسه قهرمانی جهان در کره جنوبی در سال ۲۰۲۲[۱۸] <>
- مدرس کمیته آموزش فدراسیون تکواندو در بخش مربیگری ،داوری ، هان مادانگ
- سر مربی تیم ملی ناشنوایان در سال ۲۰۱۶
- سال ۲۰۱۷ سرمربی مسابقات المپیک ناشنوایان جهان
- مربی درجه یک ملی
- مربی تخصصی هان مادانگ
- سرمربی تیم دانشگاه تکواندو
- سرمربی تیم پرآوازه معراج
- سرمربی تیم استان تهران

## داوری

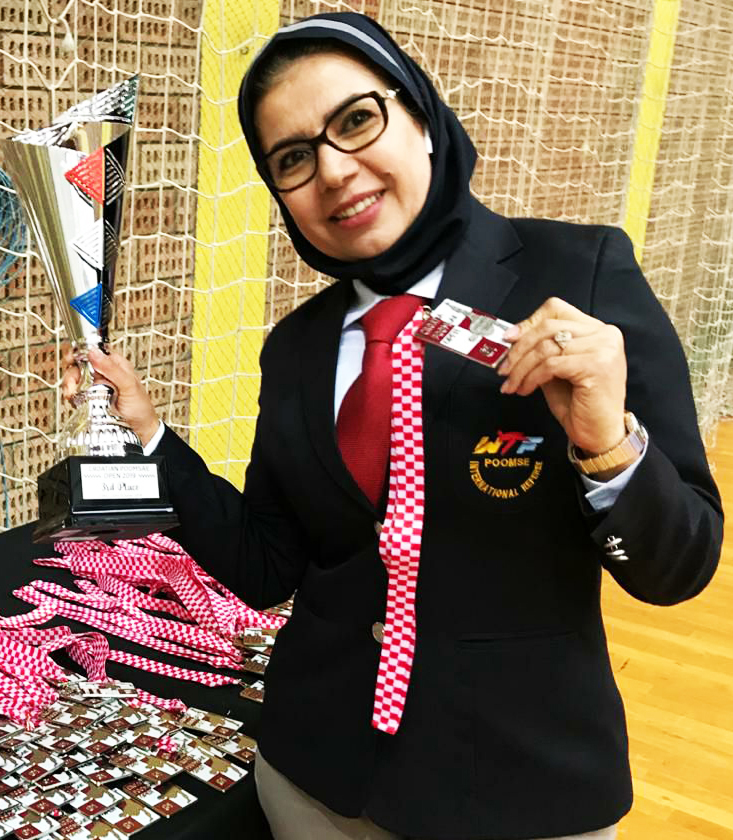
داوری بدری اسدی در مسابقات کرواسی

بدری اسدی بعد از سال ها قضاوت در ایران از سال ۲۰۱۰ وارد عرصه داوری بین‌المللی شد که مهمترین آن ها،اولین حضور او به عنوان یک زن ایرانی در رقابت های قهرمانی آسیا در سال ۲۰۱۶ شهر مانیل (فیلیپین)  و اولین داور زن ایرانی در مسابقات قهرمانی المپیک دانشجویان جهان ۲۰۱۹ در ناپل ایتالیا و هم چنین تنها زن دعوت شده در کمپ المپیک ۲۰۲۰ شهر ووشی کشور چین می باشد. 
او تا کنون قضاوت های بیشماری را در رویدادهای برون مرزی به عهده داشته است . 
بدری اسدی برای ارتقاء سطح فنی در تمامی سمینار ها و رفرش های داوری بین‌المللی در تمامی کشورها حضور فعال دارد . 
عنوان های کسب شده در عرصه داوری
- داور برتر در مسابقات کیم یونگ کاپ کره جنوبی
- داور برتر در مسابقات بین‌المللی اروپا به میزبانی هلند
- داور بین‌المللی کیوروگی
- داور بین‌المللی پومسه
- بهترین داور در دوره رفرش کورس داوری بین‌المللی پومسه سال ۲۰۱۷
- مدرس داوری پومسه
- مدرس داوری هان مادانگ
- داوری درجه یک ملی

## فعالیت های بین‌المللی
بدری اسدی برای ارتقاء سطح فنی و دانش افزایی به طور فعال در سمینار ها و رویدادهای بسیاری به میزبانی کشور های مختلف حضور چشمگیری دارد . 
دوره مربیگری بین‌المللی کره جنوبی
سمینار داوری کیوروگی و پومسه در کشورهای مونتنگرو، مالزی، بلژیک ،کرواسی ،سوئد
قضاوت در رقابت های بین‌المللی در بسیاری از کشورهای جهان از جمله آلمان ، انگلیس ، هلند ، بلژیک ، فرانسه ، ایتالیا ، کرواسی ، سوئد ، دانمارک ، لهستان ، فیلیپین و کره جنوبی

## افتخارات ورزشی

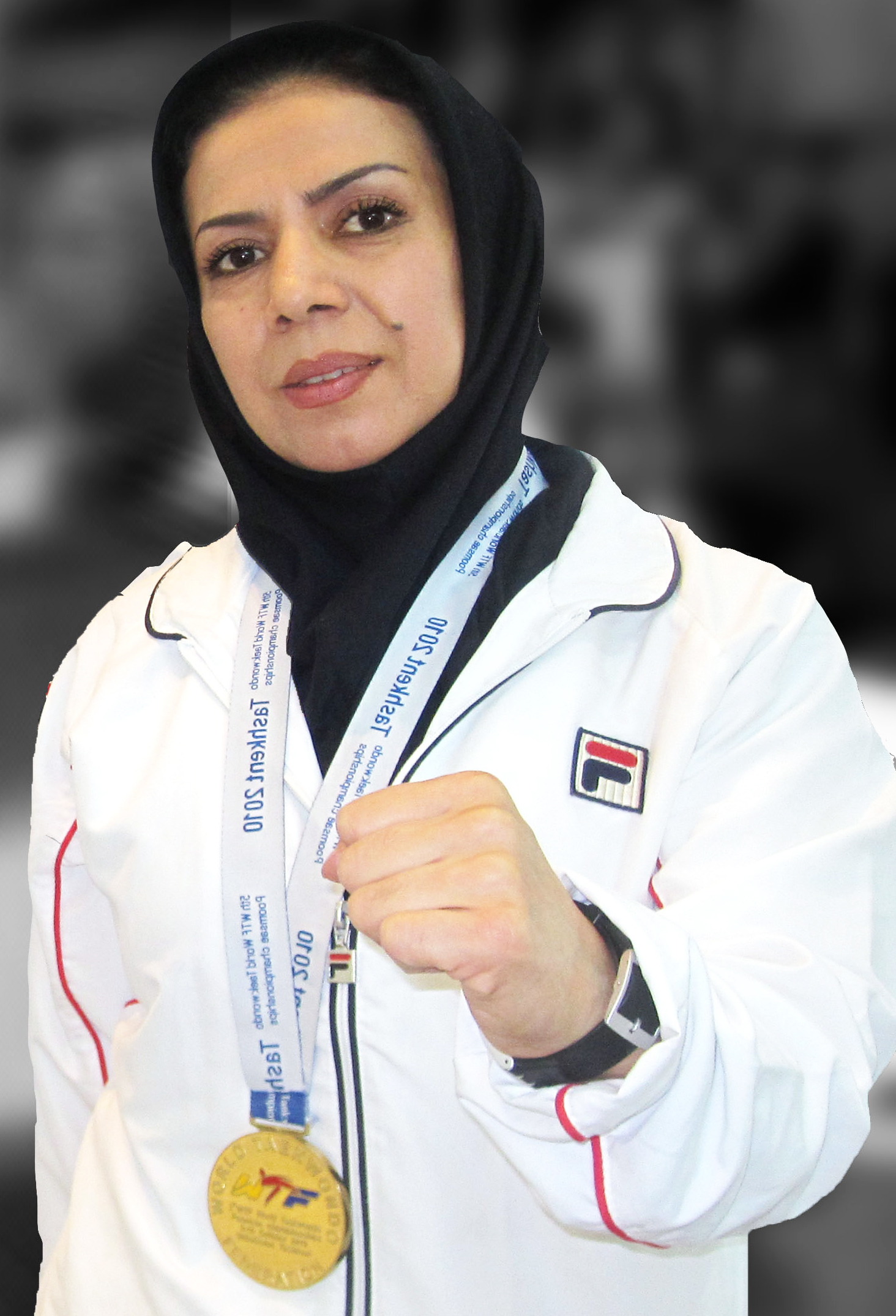
دریافت مدال طلای مسابقات جهانی تکواندو در کشور ازبکستان توسط بدری اسدی

بدری اسدی دارنده دان ۶ بین‌المللی از سازمان جهانی تکواندو و دان ۶ ملی کشور ایران می باشد. او سابقه ممتد در قهرمانی های کشور، لیگ برتر تکواندو و هم چنین یک دهه عضو تیم ملی تکواندو ایران می باشد. 
مهمترین عنوان های کسب شده
- قهرمانی جهان در مسابقات جهانی ۲۰۱۰ ازبکستان[۲۶] [۲۷][۲۸]
- نائب قهرمانی جهان در مسابقات جهانی ۲۰۰۹ مصر[۲۹]
- نائب قهرمانی جهان در مسابقات جهانی ۲۰۰۸ ترکیه[۳۰]
- مقام پنجم جهانی در مسابقات جهانی ۲۰۱۱ روسیه
- مقام پنجم جهانی در مسابقات جهانی ۲۰۱۲ کلمبیا[۳۱]
- داور برتر سال ۲۰۱۹ هلند
- داور برتر سال ۲۰۱۸ کره جنوبی
- بهترین در سمینار داوری بین‌المللی ایران سال ۲۰۱۷
- سرمربی تیم ملی بانوان تکواندو ایران در مسابقات پومسه جهانی کره جنوبی ۲۰۲۲[۳۲]
- مربی برتر لیگ کشور سال ۱۳۹۷
- نائب رئیس حوزه شهرستان شمیرانات
- نائب رئیس حوزه شمال شرق
- دبیر انجمن تکواندو سازمان ورزش شهرداری تهران
- رئیس انجمن تکواندو دانشگاه پیام نور
- نماینده امور بانوان کمیته مربیان فدراسیون تکواندو ایران
- نائب رئیس کمیته پومسه استان تهران

## نخستین ها

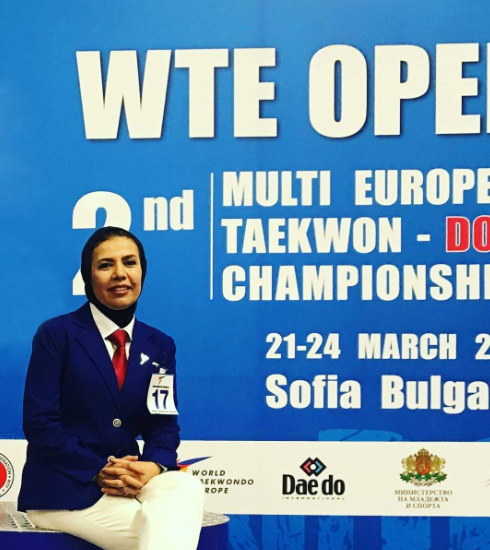

نام بدری اسدی به عنوان نخستین زن ورزشکار ایرانی در چند زمینه به ثبت رسیده‌است.
بدری اسدی در سال ۲۰۰۸ در اولین اعزام تیم ملی بانوان در مسابقات جهانی به میزبانی کشور ترکیه اولین مدال نقره انفرادی بخش بانوان ایران را کسب نمود .
بدری اسدی به عنوان نخستین داور بانوی ایرانی در المپیک جهانی مسابقات تکواندو ناپل ایتالیا سال ۲۰۱۹ مربوط به بازی های یونیورسیاد دانشجوهای جهان به قضاوت نشسته است .
بدری اسدی نخستین داور زن ایرانی در مسابقات قهرمانی آسیا
بدری اسدی به عنوان تنها داور زن ایرانی حاضر در بازی های المپیک ۲۰۲۰ ژاپن 
بدری اسدی نخستین و تنها مدیرعامل زن در بخش تیم داری در رویدادهای بین‌المللی و لیگ برتر (جام ستارگان) و دسته یک (جام نشاط) ایران